# Accident del submergible Titan
L'Accident del submergible Titan de 2023, un batiscaf experimental operat per OceanGate, es va produir el 18 de juny de 2023, en aigües internacionals a l'Atlàntic Nord, aproximadament a 400 milles nàutiques (740 km) milles nàutiques (740,8 ) de la costa de Terranova, el Canadà. El submergible, que transportava a cinc persones, formava part d'una expedició turística per a observar les restes del Titanic. La comunicació amb el Titan es va perdre una hora i 45 minuts després de començar la seva immersió cap al lloc del naufragi. Les autoritats van ser alertades quan no va tornar a la superfície en l'horari programat aquest dia.
Després d'una cerca que va durar gairebé 80 hores, un vehicle submarí operat a distància (ROV) va descobrir un camp d'enderrocs que contenia parts del Titan, aproximadament a 488 metres  de la proa del Titanic. Les conclusions es van basar en la detecció desclassificada d'una implosió en la zona el dia del viatge per part de l'Armada dels Estats Units, la qual cosa suggeria que el casc de pressió havia implotat poc després que el Titan comencés el seu descens, provocant la mort instantània de tots els seus ocupants.
S'havien plantejat preocupacions sobre la seguretat del vaixell. Els executius de OceanGate no van buscar la certificació per al Titan, argumentant que els protocols de seguretat excessius obstaculitzaven la innovació. L'operació de cerca i rescat va ser duta a terme per un equip internacional liderat per la Guàrdia Costanera dels Estats Units, l'Armada dels Estats Units i la Guàrdia Costanera del Canadà. Es va comptar amb el suport d'aeronaus de la Força Aèria Real Canadenca i la Guàrdia Nacional Aèria dels Estats Units, un vaixell de l'Armada Real Canadenca, així com diversos vaixells comercials i de recerca i ROVs. El comitè de supervisió del Congrés dels Estats Units ha obert una recerca sobre la desaparició del Titan.

## Antecedents
El 2019, Rob McCallum, un explorador marí reconegut, va enviar diversos correus a Rush qualificant d'obstinament a Rush, en un d'ells li va expressar:
| «               | «Crec que potencialment t'estàs col·locant a tu i als teus clients en una dinàmica perillosa» | » |
| — Rob McCallum, |                                                                                               |   |

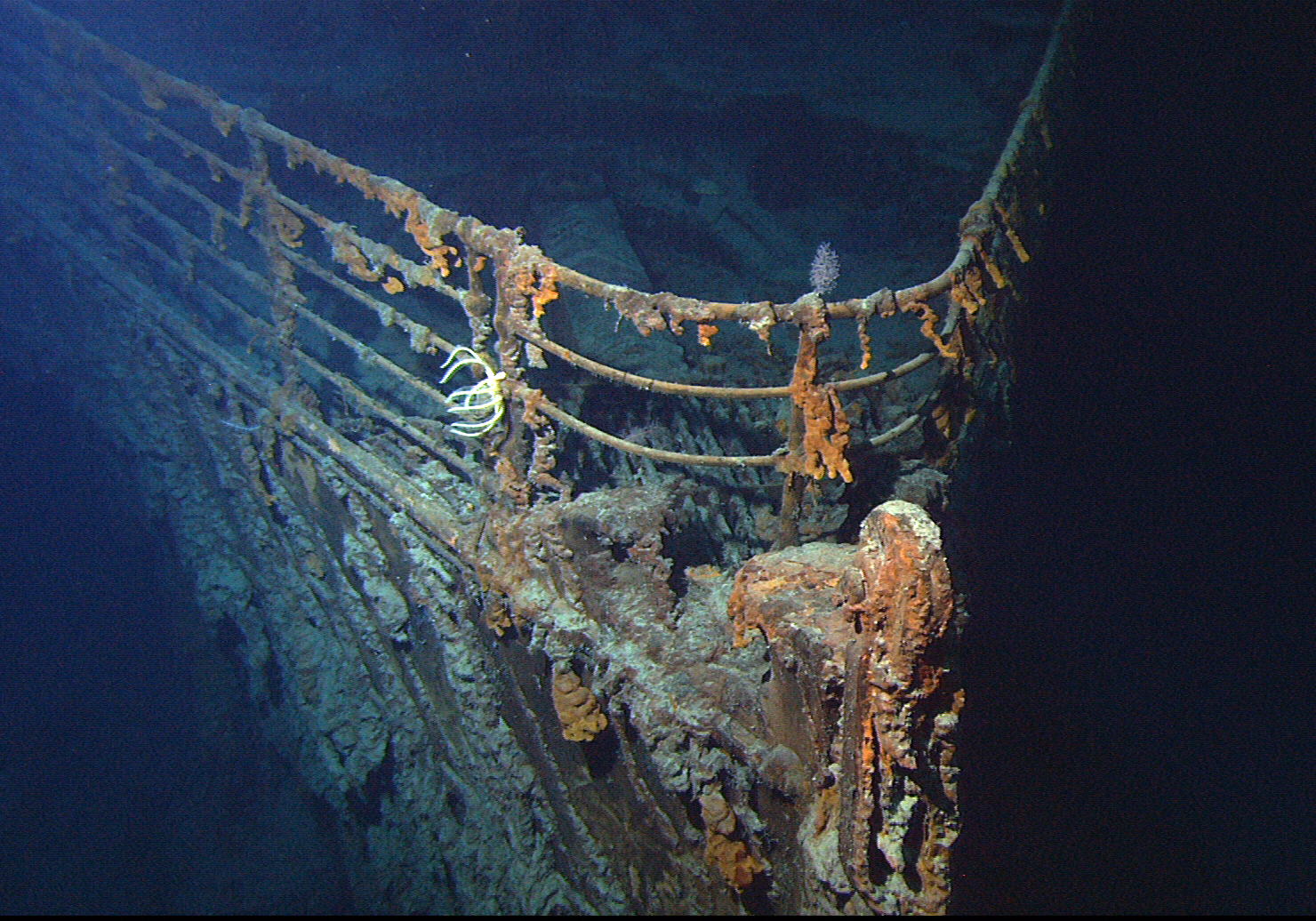
Vista de la reconeguda proa del derelicte del Titanic, fotografiada al juny de 2004.

El RMS Titanic va ser un transatlàntic de passatgers britànic que es va enfonsar a l'Atlàntic Nord el 15 d'abril de 1912 després de xocar contra un iceberg. En 1985, les seves restes van ser descobertes a unes 400 milles nàutiques (740 km) de la costa de Terranova, a la província semiepónima de Terranova i Labrador (el Canadà).
Titan va ser una embarcació de 6,7 m, de 9,52 t, amb una taxa de descens de 5 m per minut per a 5 persones, sense seients, feta de materials d'última generació com ara embolcall en fibra de carboni i titani en els seus extrems, tenia propulsors adossats de desplaçament horitzontal i vertical.
Operada per OceanGate, l'embarcació va ser dissenyada per a submergir-se a profunditats de fins a 4 km «per a inspecció del lloc, recerca i recopilació de dades, producció de pel·lícules i mitjans, i proves de maquinari i programari en alta mar». Segons OceanGate, contenia «sistemes patentats de monitoratge de salut del casc en temps real (RTM)... que [avaluen] la integritat del casc en cada immersió». El vaixell comptava amb suport vital per a sustentar a cinc tripulants durant 96 hores (4 dies).

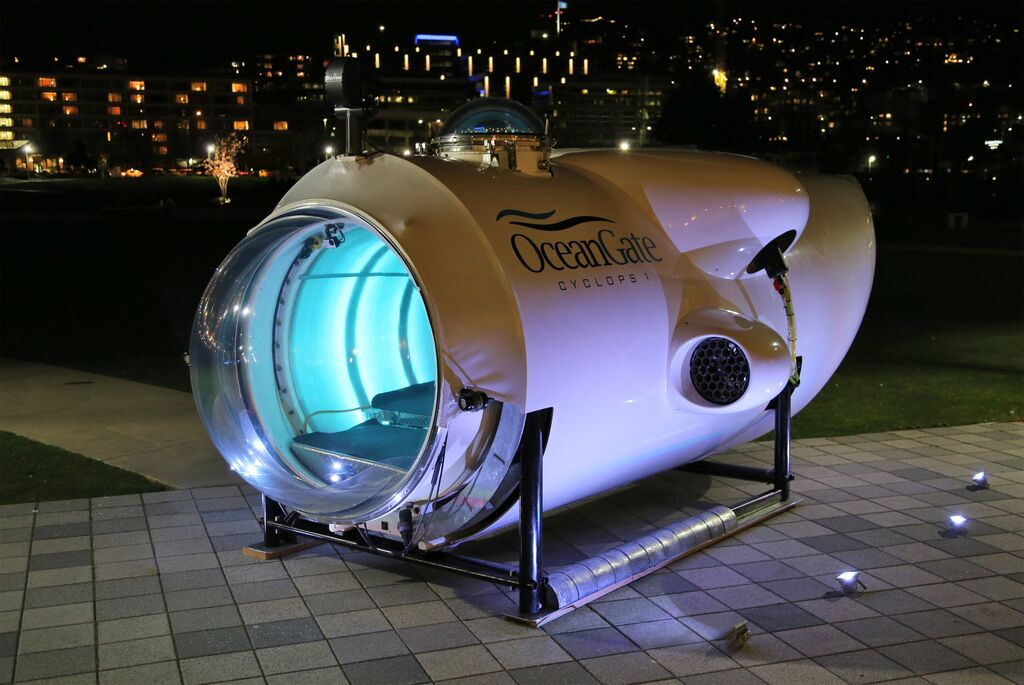
Cyclops 1 de OceanGate, el predecessor del Titan. El Titan tenia una finestra de 380 mm. (15 polzades).

En general, a bord de cada immersió hi ha «un pilot, tres convidats que paguen i el que la companyia diu un expert en contingut». Una vegada prop del lloc de busseig, el descens des de la superfície fins al Titanic solia durar tres hores, i la immersió completa durava aproximadament vuit hores. Al llarg del viatge, el submergible havia de comunicar-se amb la tripulació sobre l'aigua cada 15 minuts.
OceanGate tenia la intenció de tenir diverses expedicions al Titanic en 2023, però a causa del mal temps a Terranova, l'empresa només realitzaria una expedició en 2023. Les persones que viatjaven al Titanic amb OceanGate, denominades «Especialistes en Missions» de l'empresa, pagaven 250 000 dòlars per l'oportunitat de participar en l'expedició de vuit dies.
David Pogue, un reporter que va participar en l'expedició en 2022, va afirmar que totes les persones que van a bord del Titan signen un formulari d'exempció de responsabilitats, indicant que saben que és un vaixell «experimental», «que no ha estat aprovat ni certificat per cap organisme regulador, i podria resultar en lesions físiques, discapacitat, trauma emocional o la mort». L'informe de Pogue per a CBS Sunday Morning sobre el submergible de OceanGate, qüestionant la seva seguretat, després es va tornar viral en les xarxes socials.

### Advertiments previs
Stockton Rush va ser advertit en diverses oportunitats del seu submergible, primerament per David Lochridge, el director d'Operacions Marítimes de OceanGate en 2018 redactant un informe d'enginyeria, i va ser acomiadat acusant-lo d'incomplir un acord de no divulgació.
En 2018, OceanGate va demandar a David Lochridge per presumptament violar el seu contracte de confidencialitat i fer declaracions fraudulentes. En la seva contra demanda, Lochridge va afirmar que havia estat acomiadat injustament com a denunciant, per plantejar inquietuds sobre la capacitat del Titan per a operar de manera segura a profunditats extremes, afirmant que l'embarcació, específicament la finestra transparent en el seu extrem davanter, només estava certificada per a aconseguir una profunditat de 1.300 m (4.300 peus), només un terç de la profunditat requerida per a aconseguir el Titanic. A Lochridge també el preocupava que OceanGate no realitzés proves no destructives en el casc de l'embarcació abans de realitzar immersions tripulades, i va al·legar que li «van dir repetidament que no es podia escanejar el casc o la línia d'unió per a comprovar si hi havia delaminaciones, porositat i buits d'adhesió suficient de la cola que s'estava utilitzant a causa del gruix del casc». Les dues parts, OceanGate i Lochridge, van arribar a un acord judicial mesos més tard no revelat.
El 2019, Rob McCallum, un explorador marí reconegut, va enviar diversos correus a Rush qualificant d'obstinament a Rush, en un d'ells li va expressar:
| «               | «Crec que potencialment t'estàs col·locant a tu i als teus clients en una dinàmica perillosa» | » |
| — Rob McCallum, |                                                                                               |   |

Aquest mateix any, Karl Stanley, un submarinista expert va baixar en una expedició a bord del Titan al RMS Titanic i posterior al viatge, va enviar un correu a Rush advertint forts sorolls en el casc de pressió, va assenyalar que utilitzar un prototip amb tecnologia sense certificar col·locava a tota la indústria en risc:
| «              | «Sonaven com una falla/defecte en una àrea sobre la qual actuaven les tremendes pressions i que estava aixafada/danyada» | » |
| — Karl Stanley | |   |

| «               | «Fins que el submarí sigui classificat i provat, no s'ha d'usar per a operacions comercials de busseig profund» | » |
| — Karl Stanley, | |   |

Will Kohnen, president de la Marini Technology Society dels Estats Units va enviar un correu a Rush convidant-lo a certificar el seu submergible ja que la indústria temia que OceanGate incomplís els estàndards de seguretat afectant greument la rúbrica. Rush li va respondre per telèfon manifestant que els estàndards de la indústria estaven sufocant la innovació, i que «la seguretat és un desaprofitament».
El 2018, la Marini Technology Society, una organització professional que s'enfoca a promoure el coneixement i l'aplicació de la tecnologia marina, va escriure una carta al CEO de OceanGate, Stockton Rush, expressant «preocupació unànime respecte al desenvolupament de «TITAN» i l'Expedició Titanic planificada», indicant que l'«enfocament experimental actual... podria tenir resultats negatius (de menor a catastròfic) que tindria greus conseqüències per a tots en la indústria». Un signant de la carta li va dir més tard a The New York Times que Rush l'havia anomenat després de llegir-la per a dir-li que creia que els estàndards de la indústria estaven impedint la innovació.
A l'any següent, un article publicat en la revista Smithsonian es va referir a Rush com un «inventor temerari». En l'article, es descriu que Rush va dir que la Llei de Seguretat d'Embarcacions de Passatgers de EE.UU. de 1993 «va prioritzar innecessàriament la seguretat dels passatgers sobre la innovació comercial».

El Titan va realitzar tres expedicions al lloc del naufragi del Titanic, la primera de les quals va ser al juliol de 2021. En 2022, el reporter David Pogue estava a bord del vaixell de superfície quan es va perdre la comunicació amb el Titan durant una immersió.La narrativa de desembre de 2022 de Pogue per a CBS Sunday Morning, que qüestionava la seguretat de Titan, es va tornar viral en les xarxes socials després que el submergible perdés contacte novament amb la seva nau de suport al juny de 2023. En ella, Pogue li va comentar a Rush: 
| «       | "No vaig poder evitar adonar-me de quantes peces d'aquest submarí semblaven improvisades. El pilotatge de la nau s'executa amb un controlador de videojocs". | » |
| — Pogue | |   |

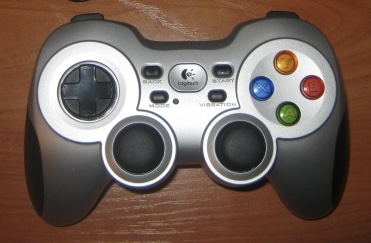
Un controlador de joc sense fil Logitech F710. Es va utilitzar una versió modificada a bord del Titan.

Va assenyalar que aquest controlador de joc per Bluetooth era el Logitech F710, amb un preu de 30 USD, on les palanques de control havien estat modificades per a dirigir i llançar el submergible, afegint que com a llast s'usaven canonades de construcció.
En una immersió cap al Titanic en 2022, un dels propulsors del Titan es va instal·lar accidentalment a l'inrevés i el submergible va començar a girar en cercles quan intentava avançar prop del fons de la mar. Tal com el reflecteix el documental Take Em to Titanic de la BBC, el problema es va evitar girant mentre se sostenia el controlador del joc de costat. Segons els documents judicials de novembre de 2022, OceanGate va informar que en una immersió de 2022, el submergible va sofrir problemes amb la bateria i, com a resultat, va haver de connectar-se manualment a una plataforma elevadora, la qual cosa va provocar danys en els components externs del navili.

## Accident

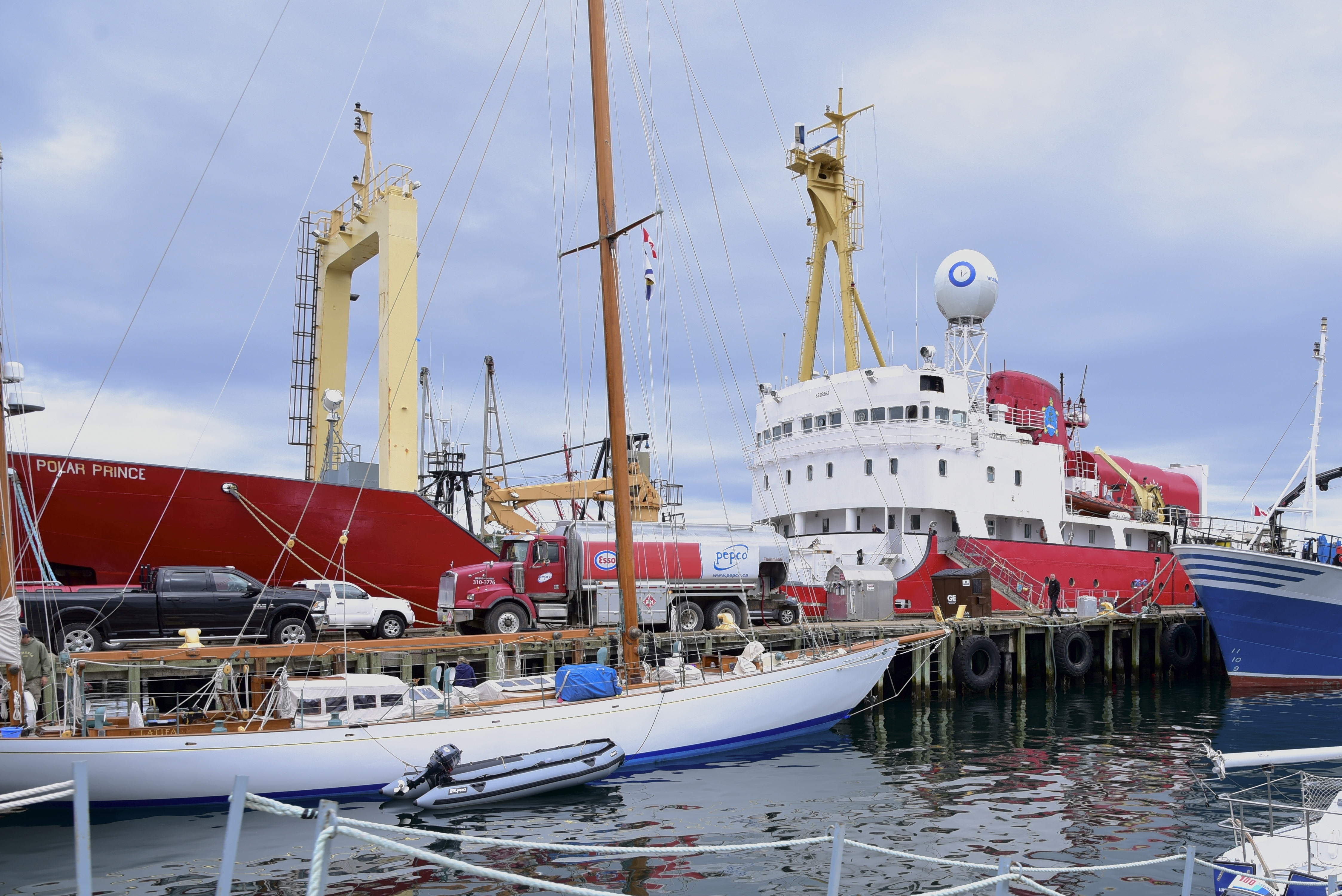
El MV Polar Prince va transportar a Titan i a la tripulació de l'expedició al lloc de busseig sobre les restes del Titanic.

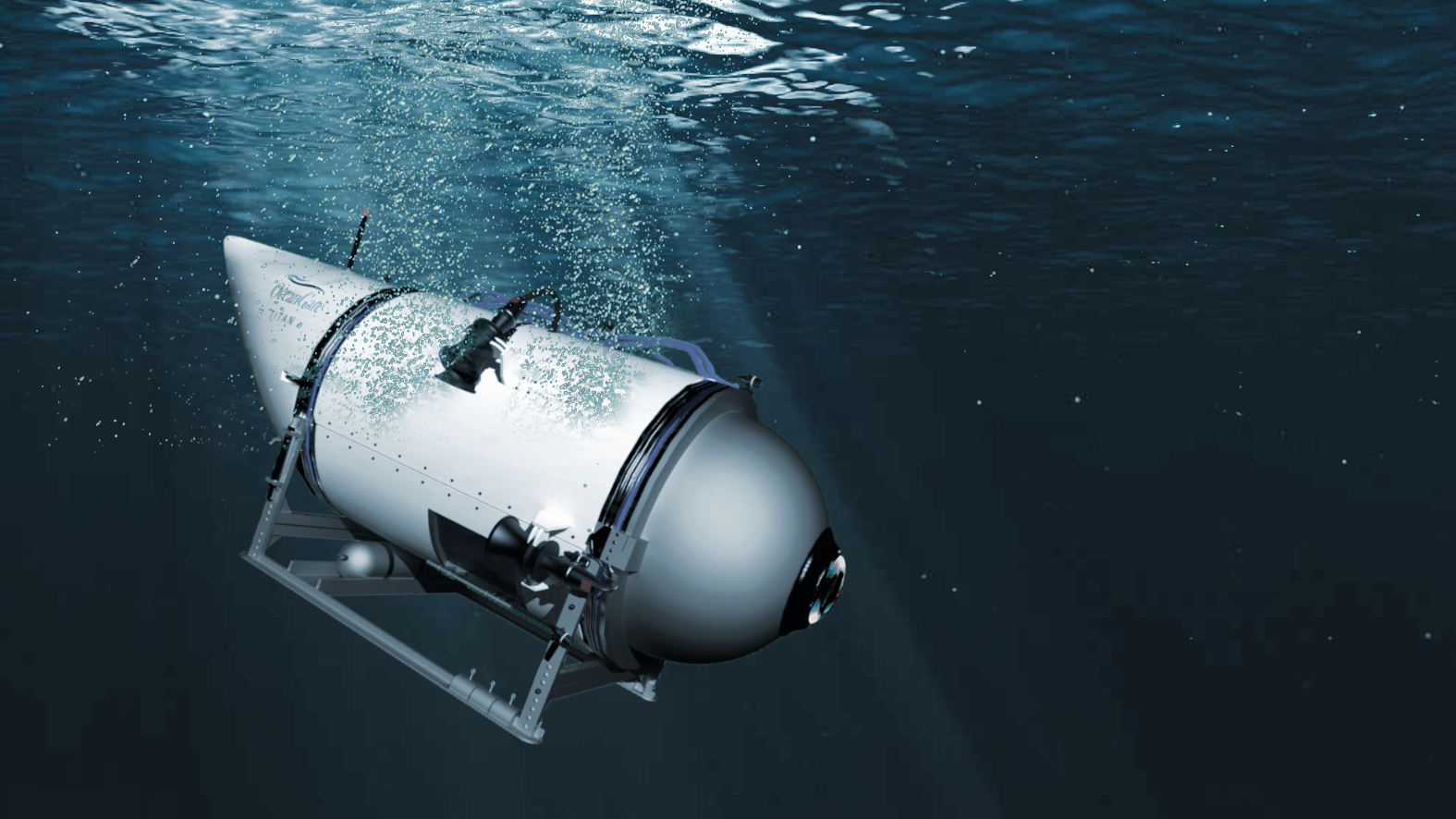
Recreació del Titan abans del seu accident.

El 16 de juny, l'expedició al derelicte del Titanic va partir de Sant Joan de Terranova, a bord del vaixell de recerca i expedició MV Polar Prince, el qual va arribar al lloc de busseig el 17 de juny, començant les operacions l'endemà, a les 9 del mati Durant la primera hora i mitja del descens, el Titan es va comunicar amb el Polar Prince cada 15 minuts, però la comunicació es va detenir després d'una comunicació gravada a les 11.47 h. S'esperava que l'embarcació ressorgís a les 6.10 de la tarda. A les 6.35, es va notificar sobre l'incident a les autoritats. Segons el Centre de Coordinació de Rescat Conjunt de Halifax, es va informar que el Titan estava endarrerit al voltant de les 9.13.
Encara que més tard es va confirmar la hipòtesi de la implosió, fins que es van conèixer les dades recollides, les recerques també apuntaven a una fallada en els equips de la comunicació del Titan amb la superfície, la qual cosa suposava falta de contacte amb l'equip de suport. També era possible que fos un problema amb el sistema de llast, que controlava el descens i ascens de l'embarcació. Un altre escenari era que el submergible es «va embullar amb un tros d'enderroc que podria impedir-li tornar a la superfície».

## Operacions de cerca i rescat

### 19 juny
El 19 de juny, equips del Sector Nord-est de la Guàrdia Costanera dels Estats Units, amb base en Boston, van llançar missions de cerca del submergible i les cinc persones a bord a 900 milles nàutiques (1700 km) de la costa de Cape Cod (Massachusetts). El Centre de Coordinació de Rescat Conjunt de Halifax va informar que un avió Lockheed CP-140 Aurora de la Real Força Aèria Canadenca formava part de la cerca.
La Guàrdia Costanera va indicar que la llavors missió de cerca i rescat era difícil a causa de la ubicació remota, però el contraalmirall Mauger va declarar que s'estaven «desplegant tots els recursos disponibles». Més enllà de la dificultat de la ubicació, totes les operacions de cerca i rescat van quedar impactades per «les condicions climàtiques, la falta de llum en la nit, l'estat de la mar i la temperatura de l'aigua»; ja que la cerca i el rescat sota l'aigua és encara més difícil. Si bé molts submergibles estan equipats «amb un dispositiu acústic, sovint anomenat pinger, que emet sons que els equips de rescat poden detectar sota l'aigua», no està determinat si el Titan comptava amb aquest dispositiu.
La cerca va començar en un treball de dues facetes: una cerca sobre la superfície de l'aigua i una de sonar sota l'aigua. Això implica la utilització de tres avions C-130 Hèrcules, dos dels Estats Units i un del Canadà, així com un avió P-8 del Canadà equipat amb boies de sonar. Cap dels dos països comptava amb embarcacions submarines capaces d'ajudar fàcilment en les missions de cerca i recerca. La Marina dels Estats Units tenia un vehicle de rescat submergible, encara que no va poder arribar a la profunditat potencial on van quedar les restes del Titan, així com vehicles operats a distància.

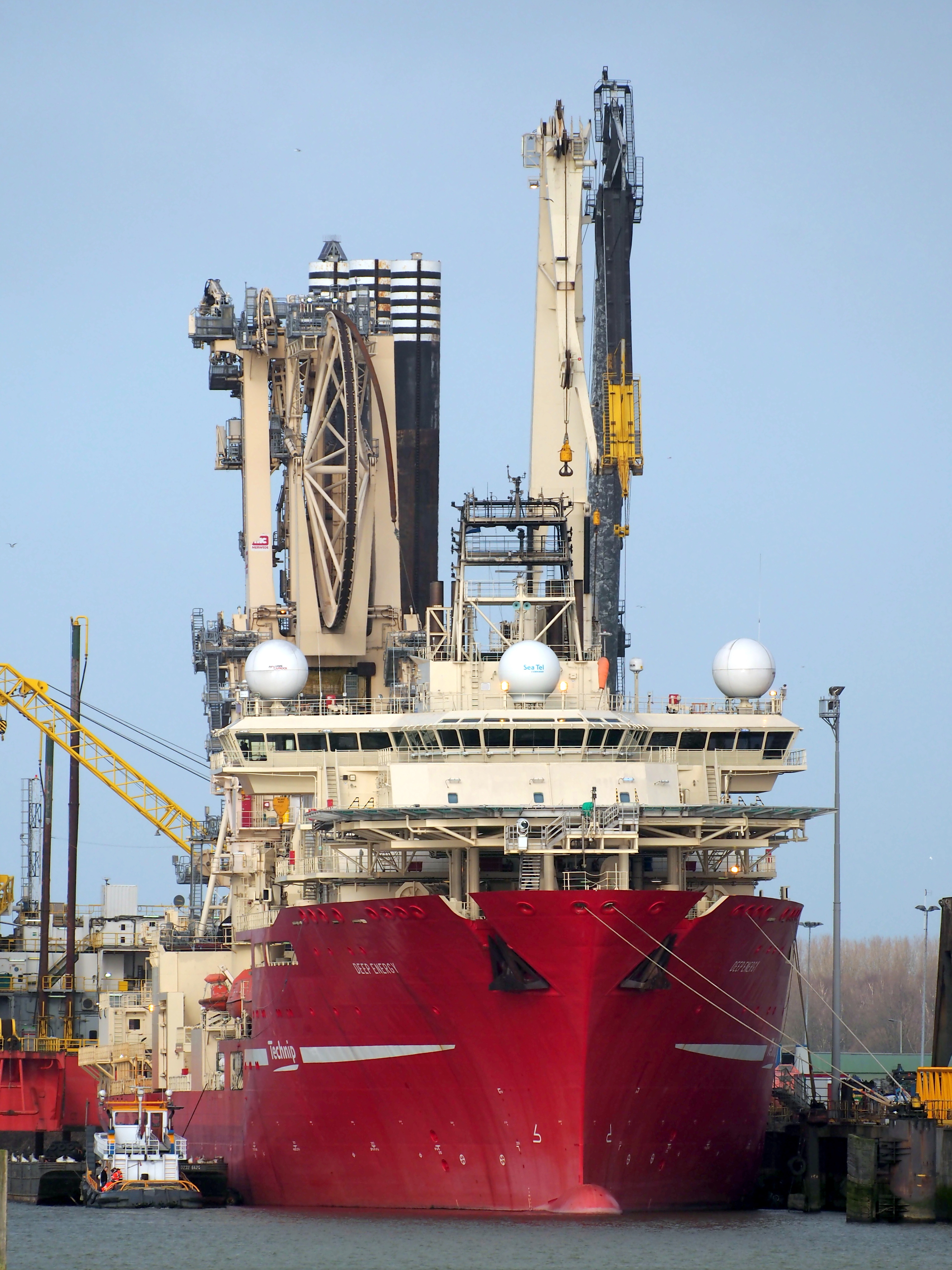
Deep Energy (a la foto als Països Baixos, 2015) va arribar amb dos ROV el 20 de juny.

### 20 de juny
El vaixell d'estesa de canonades Deep Energy, operat per TechnipFMC, va arribar al lloc el 20 de juny de 2023 amb dos ROV i altres equips adequats per a les profunditats del llit marí en l'àrea. A partir de les 10.15 ADT, la Guàrdia Costanera dels EE.UU. havia registrat 10.000 milles quadrades (26 000 km²). Més tard aquest mateix dia, la Marina dels EUA va anunciar que enviaria experts i un sistema d'elevació de vaixells Flyaway Deep Ocean Salvage System (FADOSS), que està dissenyat per a aixecar objectes grans i pesats de les profunditats del mar. S'esperava que el suport arribés el dimarts a la nit. Un C-130 de la Guàrdia Nacional Aèria també es va unir a la missió de cerca i rescat, amb plans perquè dos més s'uneixin al final del dia.
La Guàrdia Costanera dels EE.UU. va informar que hi havia vaixells i ROV addicionals en ruta per a ajudar amb la cerca: CCGS John Cabot, CCGS Ann Harvey, CCGS Terry Fox, Atlantic Merlin (ROV), MV Horizon Arctic, Skandi Vinland (ROV), Vaixell de recerca francès L'Atalante (ROV) i HMCS Glace Bay. Glace Bay porta personal mèdic i una cambra de descompressió mòbil. L'Atlante porta Victor 6000, un ROV que pot aconseguir profunditats de fins a 6.000 metres (20.000 peus). El vaixell és operat per l'Institut Francès de Recerca per a l'Explotació de la Mar, i està programat que arribi al lloc en la nit del 21 de juny.
Segons un memoràndum intern del govern estatunidenc, el sonar d'un P-3 canadenca va captar sons de cops mentre buscava el submergible. La Guàrdia Costanera dels  EE.UU. va reconèixer oficialment els sons primerenc l'endemà al matí, però va informar que les primeres recerques no havien llançat resultats. John Mauger, de la Guàrdia Costanera dels EUA, va dir que es desconeixia la font del soroll i que podria provenir dels molts objectes metàl·lics en el lloc del naufragi. Un avió canadenc P-3 havia vist prèviament un «objecte rectangular blanc» surant en la superfície. Un vaixell enviat per a trobar i identificar l'objecte va ser desviat per a ajudar a trobar el soroll.

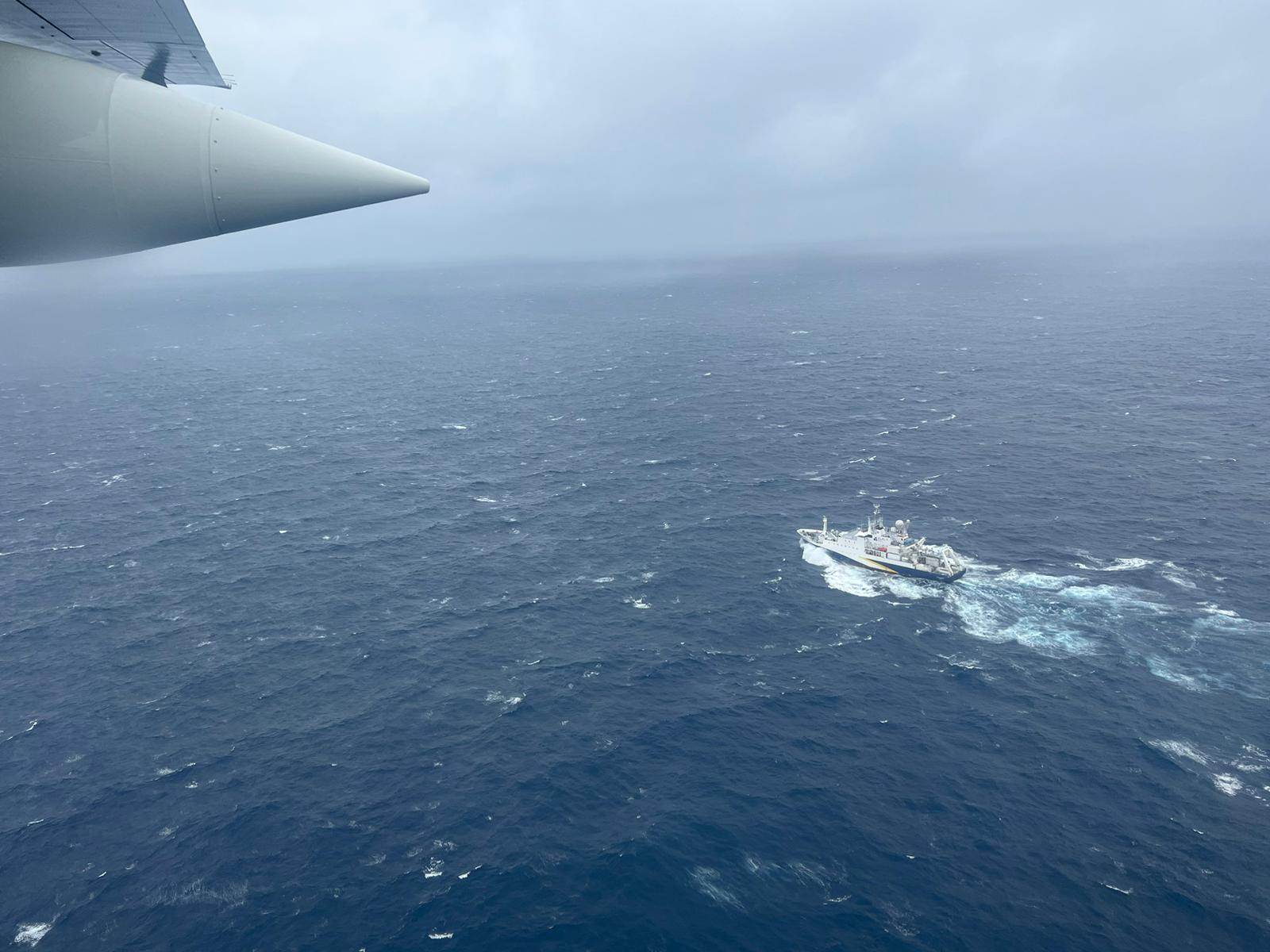
El HC-130 de la Guàrdia Costanera dels Estats Units sobrevolant L'Atalante el 21 de juny de 2023.

### 21 de juny
Malgrat les creixents preocupacions sobre els nivells d'oxigen en el Titan, la Guàrdia Costanera va declarar que «100%» encara veuen la desaparició del Titan com una missió de cerca i rescat en lloc d'una missió de recuperació. Aproximadament a les 14.45 ADT, cinc vehicles aeris i aquàtics estaven buscant activament al Titan, i s'espera que altres cinc arribin en les pròximes 24 a 48 hores. Els actius actuals de cerca i rescat inclouen dos ROV, un avió P-3 i un avió C-130.

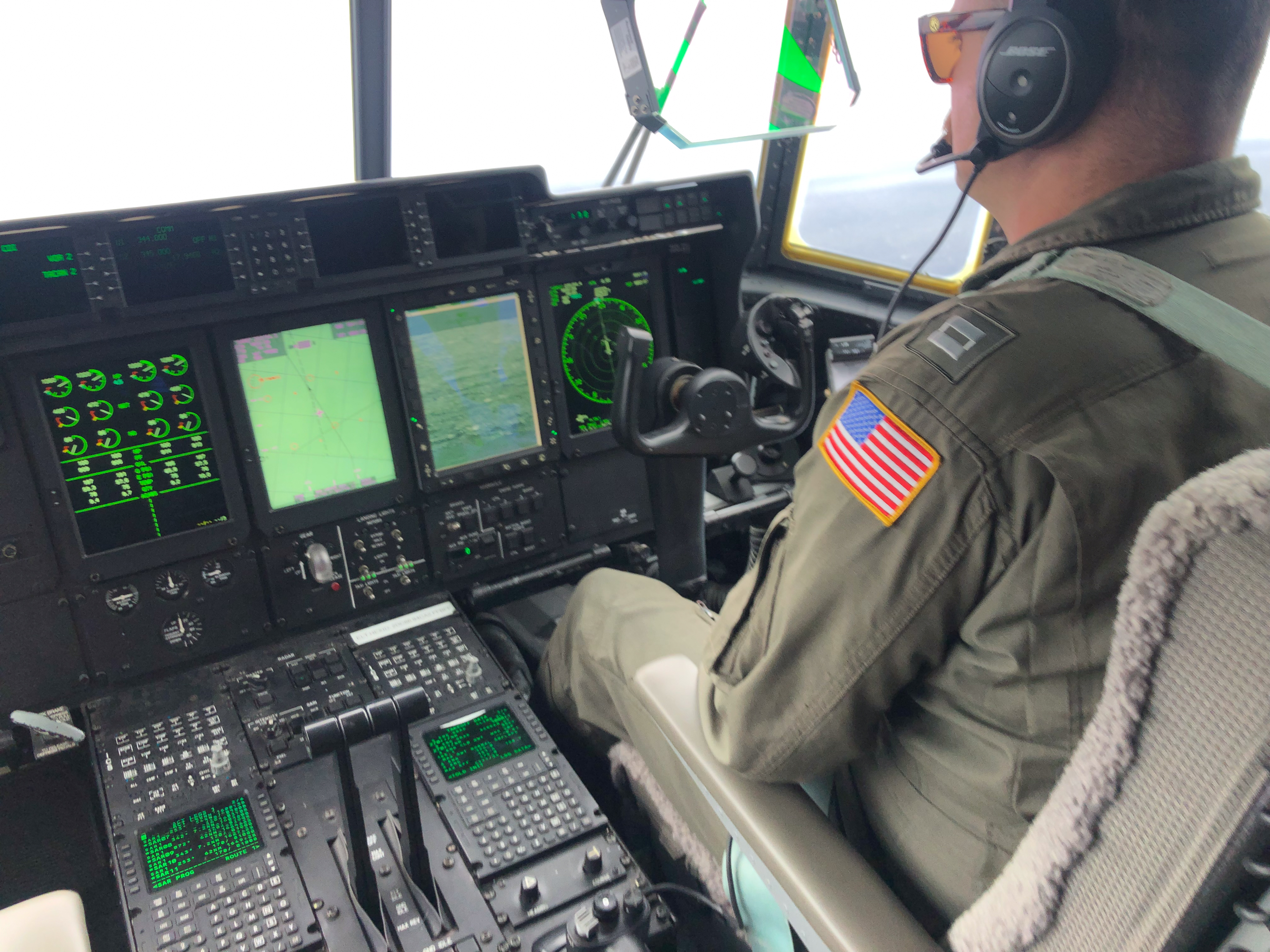
Foto presa des de la cabina del HC-130 mentre busca el submergible Tità.

El Flyaway Deep Ocean Salvage System (FADOSS) de la Marina dels EE. UU., un sistema d'elevació de vaixells dissenyat per a aixecar objectes grans i pesats de les profunditats de la mar, va arribar a Sant Joan de Terranova, encara que no hi havia vaixells disponibles per a portar el sistema al lloc del naufragi. Els funcionaris van estimar que prendria al voltant de 24 hores soldar el sistema FADOSS a la coberta d'un vaixell de transport abans que pugui salpar cap a l'operació de cerca i rescat.
El dimecres a la nit, la Guàrdia Costanera de EE. UU. va declarar que els següents actius encara estaven en camí per a brindar assistència: tres ROV (és a dir, MV Horizon Arctic , el vaixell de recerca francès L'Atalante i un altre de Magellan), un Air National Guard C-130, CCGS canadenc Ann Harvey i CCGS Terry Fox , i el vaixell canadenc Glace Bay.

### 22 de juny
El 22 de juny, un dels ROV d'inspecció de Magellan, Juliet, es va carregar en un avió de transport C-17 Globemaster a Jersey, i s'esperava que l'arribada a l'àrea de cerca demorés 48 hores; la seva sortida s'havia retardat diversos dies a causa de problemes de permisos.
Un inversor de OceanGate va explicar que el Titan està dissenyat per a ascendir a la superfície després de 24 hores alliberant el llast; Si el vaixell no ascendeix automàticament, va afirmar que les persones que estan dins del vaixell poden ajudar a alliberar el llast, ja sigui inclinant el vaixell cap endavant i cap endarrere per a desallotjar-lo o utilitzant una bomba pneumàtica per a afluixar els pesos.
Un ROV canadenc del MV Horizon Arctic va arribar al fons de la mar i va començar la cerca del submergible desaparegut. El RV francès L'Atalante també va desplegar el seu ROV Victor 6000, capaç d'aconseguir el llit marí i transmetre imatges a la superfície. A les 13.18 (15.48 UTC) el Sector Nord-est de la Guàrdia Costanera de EE. UU. va anunciar que el vehicle operat remotament de Horizon Arctic havia trobat un camp d'enderrocs prop del derelicte del Titanic; programant-se una conferència de premsa a les 16.30 hores (19.00 UTC). Més tard, es va confirmar que els enderrocs oposats formaven part del submergible. La Guàrdia Costanera dels EUA va confirmar la pèrdua del submergible degut a la implosió de la cambra de pressió, i va afirmar que s'havien trobat peces del Titan (el bastidor d'aterratge i la cua-con) en el fons de la mar aproximadament a 488 m (1600 peus) de la proa del Titanic. La Guàrdia Costanera dels EUA va declarar que sospita que la implosió de la càpsula a pressió probablement va ocórrer mentre la nau travessava la columna d'aigua, i que la implosió (aprox.40 mil·lisegons) probablement va ocórrer abans que comencessin les operacions de rescat, perquè les boies de sonar altament sensibles no van detectar cap senyal acústic indicatiu d'una implosió al llarg del seu desplegament. El contraalmirall Mauger va dir, no obstant això, que no tenia una resposta sobre si era probable que es recuperessin els cossos dels cinc homes a bord. OceanGate va emetre un comunicat sobre la mort de les persones a bord.
Hores més tard, l'agència AP va informar públicament que un sistema acústic de l'Armada estatunidenca havia detectat una anomalia sonora el diumenge 18 de juny, dia inicial de la immersió. Segons un alt oficial militar citat per l'agència, va anar probablement el so de la implosió submarina del Titan, compartint-se aquesta informació a les autoritats a càrrec de la missió de rescat des del moment inicial. Quan ocorre una fallada i enfonsament d'una estructura d'alta pressió, com un submarí o un submergible, es produeix un so característic. La pressió de l'aigua circumdant provoca una compressió ràpida de l'aire dins de l'embarcació, generant una ona de xoc que pot ser captada per sensors acústics.

## Passatgers i tripulació a bord
- Stockton Rush: Director executiu i fundador de OceanGate Inc, de nacionalitat estatunidenca.[72] Espòs de Wendy Rush, rebesnéta del magnat Isidor Straus i Anada Straus, matrimoni mort en el Titanic.[73][74]
- Paul-Henri Nargeolet: Submarinista, oceanògraf, arqueòleg marí, explorador francès, excomandante de l'Armada francesa, bus, pilot de submergibles i membre de l'Institut Francès de Recerca i Explotació de la Mar (IFREMER).[75][76] Director de recerca submarina per a E/M Group i RMS Titanic, Inc. i «àmpliament considerat com la principal autoritat en el lloc del naufragi». Havia «dirigit diverses expedicions al lloc del Titanic i va supervisar la recuperació de 5000 artefactes».[77]
- Hamish Harding: Pilot, explorador, empresari i turista espacial britànic.[78][76]
- Shahzada Dawood: Empresari de Dawood Hercules Corporation, inversor, filantrop britànic d'origen pakistanès i membre del consell d'administració de l'Institut SETI.[79]
- Suleman Dawood: Fill de Shahzada, de dinou anys.[80][81]

## Reaccions
Parks Stephenson, director de l'USS Kidd Veterans Museum i investigador del Titanic, va comentar sobre la desaparició del Titan a través de Facebook: «No importa el que puguis llegir en les pròximes hores, tot el que se sap veritablement en aquest moment és que les comunicacions amb el submergible s'han perdut i això és prou inusual com per a merèixer la més seriosa consideració». I va agregar: «Estic més preocupat per les ànimes a bord». Stephenson té experiència en exploracions d'aigües profundes com el programa del Titan, havent bussejat prèviament per a veure el Titanic en cinc ocasions. Stephenson va agregar més tard que els bussos «no serien allí si no fos per la demanda pública d'informació sobre aquest naufragi».
Parlant sobre la resposta de cerca i rescat, Sean Leet, cofundador i president de Horizon, la companyia propietària del Polar Prince, va dir: «He estat en la indústria marina des de molt jove i he vist moltes situacions diferents, i mai havia vist un equip d'aquesta naturalesa moure's tan ràpid. La resposta de la Guàrdia Costanera dels EUA, les Forces Armades dels EUA es va fer sense problemes».
Segons David Scott-Beddard, director executiu de la companyia d'exhibició del Titanic, White Star Memories Ltd, la possibilitat de realitzar futures recerques en les restes del Titanic ha disminuït a causa de la desaparició del submergible Titan.

La quantitat d'esforços de cerca i rescat i la cobertura dels mitjans en comparació amb el desastre del vaixell de migrants de Messenia succeït poc abans ha generat crítiques.

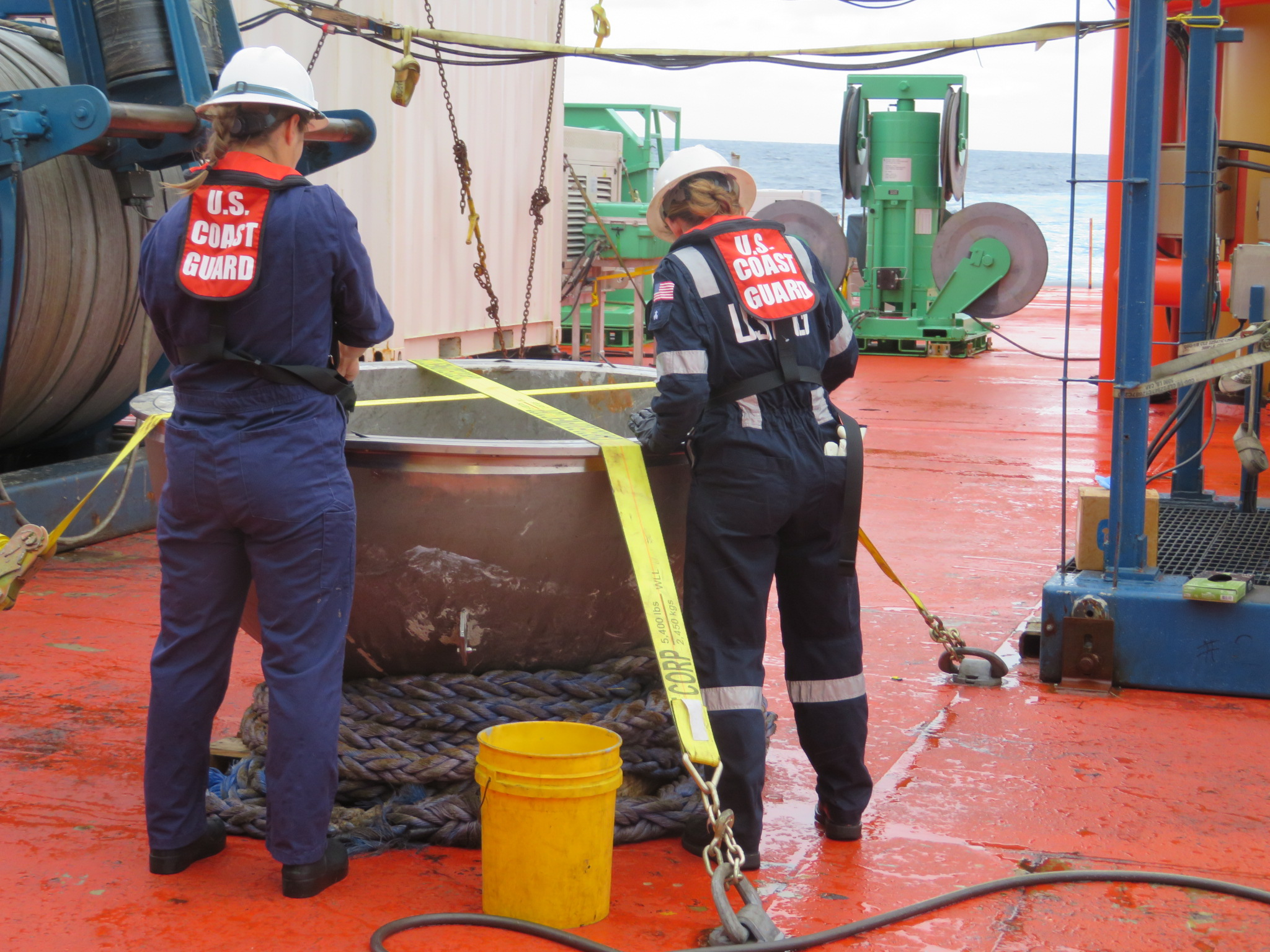
Tapa posterior del submergible, recuperada el 4 d'octubre.

Stefan Williams, un expert de la Universitat de Sidney, va explicar a l'AFP 3 possibles escenaris mentre el submergible era buscat pels equips de rescat. El primer escenari és que el Titan va perdre la capacitat de comunicar o es va quedar sense energia. Si això va ser així, el seu sistema d'emergència ho llança automàticament cap a la superfície, la qual cosa permet la localització de la nau. El segon escenari és que el submergible es va enfonsar fins al fons de la mar, intacte. Trobar l'embarcació i rescatar-la implicaria una missió complexa. Existeixen vehicles de rescat preparats per a descendir fins a 6000 m de profunditat, però es necessita temps per a traslladar aquest equip al lloc de cerca i un altre temps per a arribar al fons de la mar. El tercer escenari, i el pitjor de tots, seria que un incendi o algun tipus de contratemps que va afectar la pressió interna del submergible, la qual cosa podria ser una implosió instantània. Això representa «una fallada catastròfica a aquest nivell de profunditat», va indicar.

## Recuperació de restes
El mateix 22 de juny, la Guàrdia costanera dels Estats Units va trobar un camp d'enderrocs mitjançant l'ús de vehicles operats a distància (ROV). Les restes van ser rescatades mitjançant els vehicles i portats a Sant Joan de Terranova el 28 de juny. Es va trobar la tapa-espiell, un anell de interunió, el tren d'aterratge, una part del contingut relatiu al sistema elèctric i una coberta de la cua amb forma de con. Algunes fonts periodístiques van declarar que entre aquestes parts hi havia restes humanes, però això no ha estat confirmat per ser part de la recerca.